# La cámara oscura: 124 sueños
La cámara oscura: 124 sueños (en francés, La boutique obscure. 124 rêves) es un libro del escritor francés Georges Perec, publicado en 1973 en Éditions Denoël con un epílogo de Roger Bastide. En castellano fue publicada por primera vez en octubre de 2010 en la Editorial Impedimenta, con traducción de Mercedes Cebrián.
Dedicada a Nour, corresponde a una recopilación de ciento veinticuatro sueños experimentados por Perec entre 1968 y 1972. Se trata así de un libro de la línea de creación experimental del grupo Oulipo, al que pertenecía el autor.

## Historia editorial
Cuatro de estos sueños, relacionados con el cine, fueron publicados originalmente en la revista Nouvelle Revue française en 1971. Al año siguiente se publicaron seis sueños adicionales en la revista Cause commune.

## Estructura
El libro, sin enumeración de páginas, está conformado por 124 sueños enumerados, cada uno de los cuales viene acompañado de la fecha en que fueron soñados. Junto a la fecha de algunos pocos sueños se especifica además el lugar donde fueron soñados. Algunos de los sueños son en realidad varios sueños recordados de una misma noche, como por ejemplo el número 114, dividido en «El puzzle», «Las Cartas a Félice» y «Los tres gatos».
El registro de los sueños cubre un lapso de tiempo entre mayo de 1968 y agosto de 1972. El ordenamiento es en general cronológico, con la excepción de los sueños 21 y 22, y los «Tres sueños de J. L.», correspondientes a los sueños 38, 39 y 40, los cuales están fechados en 1966, 1968 y 1972, sin especificarse el mes. Además de estos tres sueños particulares se añade uno soñado por «P.», el número 104.
El libro comienza con una breve nota del autor donde se refiere a la inutilidad de escribir los sueños, y al mismo tiempo a la justificación de hacerlo si estos pareciera que son soñados para ser escritos. A esto le sucede una breve nota con algunas guías tipográficas, como el uso de sangrías para indicar cambios espaciales, temporales o sensoriales dentro del sueño; el uso de cursiva para denotar énfasis; el uso de espaciados entre párrafos para denotar lapsus en el sueño; y un signo particular, «//», para denotar una omisión de contenido voluntaria. Este último signo se aplica en los sueños 57, 59, 64, 83, 86, 96, 99, 199 y 115. El contenido del sueño n.º 96, salvo por su título, está en particular totalmente omitido.
En una sección final titulada «Referencias y refugios», Perec clasifica los distintos sueños en 245 temáticas distintas, algunas de ellas subdivididas a su vez en otras temáticas más específicas.

## Contenido
A continuación se listan todos los sueños del libro. Algunos de ellos especifican el periodo en que se encontraba viviendo el autor, pues tienen que ver, por ejemplo, con su reciente novela Un hombre que duerme (1967) y el rodaje de su película homónima (1974), o bien con su trabajo como bibliotecario archivista en el CNRS, especializado en la investigación médica.
| #                    | Título                                                                   | Mes        | Año  |
| -------------------- | ------------------------------------------------------------------------ | ---------- | ---- |
| 1                    | El medidor de altura                                                     | mayo       | 1968 |
| 2                    | Las bandejas                                                             | noviembre  | 1968 |
| 3                    | Itinerario                                                               | noviembre  | 1968 |
| 4                    | La ilusión                                                               | diciembre  | 1968 |
| 5                    | La dentista                                                              | diciembre  | 1968 |
| 6                    | El adiós                                                                 | enero      | 1969 |
| 7                    | De los buenos tiempos                                                    | enero      | 1969 |
| 8                    | En el metro                                                              | septiembre | 1969 |
| 9                    | Sinusitis                                                                | septiembre | 1969 |
| 10                   | Los escritores                                                           | octubre    | 1969 |
| 11                   | La muerte de Helmlé                                                      | octubre    | 1969 |
| 12                   | El go                                                                    | octubre    | 1969 |
| 13                   | El hotel                                                                 | febrero    | 1970 |
| 14                   | La cacería con esquís                                                    | febrero    | 1970 |
| 15                   | La rue de Quatrefages                                                    | mayo       | 1970 |
| 16                   | La detención                                                             | julio      | 1970 |
| 17                   | La varilla                                                               | julio      | 1970 |
| 18                   | El Vergelesse                                                            | agosto     | 1970 |
| 19                   | El fajo                                                                  | agosto     | 1970 |
| 20                   | C.                                                                       | agosto     | 1970 |
| 21                   | S/Z                                                                      | septiembre | 1970 |
| 22                   | Iniciales                                                                | agosto     | 1970 |
| 23                   | Hacia el Sur                                                             | septiembre | 1970 |
| 24                   | Los gatos                                                                | septiembre | 1970 |
| 25                   | Las dos obras                                                            | septiembre | 1970 |
| 26                   | El bar en S                                                              | octubre    | 1970 |
| 27                   | El cambio                                                                | octubre    | 1970 |
| 28                   | La epidemia                                                              | octubre    | 1970 |
| 29                   | Londres                                                                  | noviembre  | 1970 |
| 30                   | El Gaba                                                                  | noviembre  | 1970 |
| 31                   | El grupo                                                                 | noviembre  | 1970 |
| 32                   | Una velada en el teatro                                                  | noviembre  | 1970 |
| 33                   | La explanada                                                             | noviembre  | 1970 |
| 34                   | El apartamento doble                                                     | noviembre  | 1970 |
| 35                   | En el café                                                               | diciembre  | 1970 |
| 36                   | En los grandes almacenes                                                 | diciembre  | 1970 |
| 37                   | El escayolista                                                           | diciembre  | 1970 |
| Tres sueños de J. L. |                                                                          |            |      |
| 38                   | El Palais de la Défense, I                                               | -          | 1966 |
| 39                   | El puente de piedra                                                      | -          | 1968 |
| 40                   | El Palais de la Défense, II                                              | -          | 1972 |
| 41                   | La caza de Dublín                                                        | enero      | 1971 |
| 42                   | La elaboración de la comida                                              | enero      | 1971 |
| 43                   | Apartamento                                                              | enero      | 1971 |
| 44                   | Alta fidelidad                                                           | enero      | 1971 |
| 45                   | El tanque                                                                | enero      | 1971 |
| 46                   | Campos de concentración bajo la nieve o Deportes de invierno en el campo | enero      | 1971 |
| 47                   | El restaurante chino                                                     | febrero    | 1971 |
| 48                   | El despertador de pilas                                                  | febrero    | 1971 |
| 49                   | M/W                                                                      | febrero    | 1971 |
| 50                   | La intrusa                                                               | febrero    | 1971 |
| 51                   | El gran patio                                                            | febrero    | 1971 |
| 52                   | A la orilla del mar                                                      | febrero    | 1971 |
| 53                   | El Renshaw                                                               | febrero    | 1971 |
| 54                   | El Diploma de Estudios Avanzados                                         | febrero    | 1971 |
| 55                   | El polígono de sustentación                                              | marzo      | 1971 |
| 56                   | Esperma y teatro                                                         | marzo      | 1971 |
| 57                   | El regreso                                                               | marzo      | 1971 |
| 58                   | La nieve                                                                 | marzo      | 1971 |
| 59                   | El vengador                                                              | marzo      | 1971 |
| 60                   | La Liberación del Pan                                                    | marzo      | 1971 |
| 61                   | En el Rougeot                                                            | marzo      | 1971 |
| 62                   | El sueño B.                                                              | marzo      | 1971 |
| 63                   | El western urbano                                                        | marzo      | 1971 |
| 64                   | El hueso                                                                 | marzo      | 1971 |
| 65                   | Los tablones                                                             | abril      | 1971 |
| 66                   | El triángulo                                                             | abril      | 1971 |
| 67                   | La carta robada                                                          | mayo       | 1971 |
| 68                   | Las palabras en «I»                                                      | mayo       | 1971 |
| 69                   | Othon                                                                    | mayo       | 1971 |
| 70                   | La alternancia                                                           | mayo       | 1971 |
| 71                   | El autobús                                                               | mayo       | 1971 |
| 72                   | El carnaval                                                              | mayo       | 1971 |
| 73                   | P. canta                                                                 | mayo       | 1971 |
| 74                   | La búsqueda de California                                                | junio      | 1971 |
| 75                   | Los pintores                                                             | junio      | 1971 |
| 76                   | La reforma                                                               | julio      | 1971 |
| 77                   | El representante                                                         | julio      | 1971 |
| 78                   | El viaje                                                                 | julio      | 1971 |
| 79                   | La actriz, I                                                             | julio      | 1971 |
| 80                   | El ensayo                                                                | julio      | 1971 |
| 81                   | El hombre del perro                                                      | julio      | 1971 |
| 82                   | Las tres M                                                               | julio      | 1971 |
| 83                   | El recorte                                                               | julio      | 1971 |
| 84                   | La negativa                                                              | agosto     | 1971 |
| 85                   | Pelotas y máscaras                                                       | agosto     | 1971 |
| 86                   | Cubierto de honores                                                      | agosto     | 1971 |
| 87                   | Ocho fragmentos, quizás de una ópera                                     | septiembre | 1971 |
| 88                   | La ciudad balnearia                                                      | septiembre | 1971 |
| 89                   | El crucigrama                                                            | septiembre | 1971 |
| 90                   | Mi altura                                                                | octubre    | 1971 |
| 91                   | 25 bastonazos                                                            | octubre    | 1971 |
| 92                   | La actriz, II                                                            | octubre    | 1971 |
| 93                   | El quitanieves                                                           | octubre    | 1971 |
| 94                   | La hospedería                                                            | octubre    | 1971 |
| 95                   | El hipotálamo                                                            | octubre    | 1971 |
| 96                   | La ventana                                                               | octubre    | 1971 |
| 97                   | Los navegantes                                                           | noviembre  | 1971 |
| 98                   | La cordada                                                               | noviembre  | 1971 |
| 99                   | La resistencia                                                           | noviembre  | 1971 |
| 100                  | Finlandia                                                                | diciembre  | 1971 |
| 101                  | El desorden                                                              | enero      | 1972 |
| 102                  | Las torres                                                               | enero      | 1972 |
| 103                  | La tumba                                                                 | enero      | 1972 |
| 104                  | un sueño de P.: La tercera persona                                       | febrero    | 1972 |
| 105                  | La condenación                                                           | febrero    | 1972 |
| 106                  | La Biblioteca Nacional                                                   | febrero    | 1972 |
| 107                  | En el restaurante Kuntz                                                  | febrero    | 1972 |
| 108                  | La obra de teatro                                                        | febrero    | 1972 |
| 109                  | Los garitos                                                              | marzo      | 1972 |
| 110                  | Mis zapatos                                                              | marzo      | 1972 |
| 111                  | Reconstrucción de una elección                                           | marzo      | 1972 |
| 112                  | Los libros                                                               | marzo      | 1972 |
| 113                  | El informe                                                               | abril      | 1972 |
| 114                  | El puzzle                                                                | abril      | 1972 |
| 115                  | Fragmento de una Historia General de los Transportes                     | abril      | 1972 |
| 116                  | El mono                                                                  | mayo       | 1972 |
| 117                  | El joint                                                                 | mayo       | 1972 |
| 118                  | La fiesta doble                                                          | junio      | 1972 |
| 119                  | La rue de l'Assomption                                                   | junio      | 1972 |
| 120                  | Hipótesis                                                                | junio      | 1972 |
| 121                  | El alquiler                                                              | junio      | 1972 |
| 122                  | La boda                                                                  | junio      | 1972 |
| 123                  | El taller                                                                | agosto     | 1972 |
| 124                  | La denuncia                                                              | agosto     | 1972 |

## Recepción y crítica
El 5 de enero de 1975 se emitió una lectura de algunos extractos de esta obra para la radio alemana Saarländischer Rundfunk, sobre una versión titulada Der Tod Helmles y traducida por Eugen Helmle, con quien Perec trabajó en diversos proyectos radiales.
La primera edición del libro en castellano en 2010 generó varias respuestas en la prensa y la crítica. Jesús Ferrero destacó en El País lo «divertido» y «desconcertante» del libro, y la descripción de los sueños como si se tratara de cuentos, relatos y microrrelatos «perfectamente logrados». Para Ignacio Garmendia algunos textos son incluso «casi poemas», textos que de alguna manera complementan otro libro de Perec, Me acuerdo (1978).
La diversión, el humor y el absurdo son apelativos que se repiten en otras reseñas entusiastas. Por otra parte, el crítico Roberto Wong señala que si bien su lectura es «placentera», leer sueños también puede resultar «brutalmente aburrido». Para Wong, este libro «se compone de cotidianidad y absurdo», y frente a otras obras del autor, es un libro prescindible.

## Análisis de la obra
El crítico Ignacio Garmendia destaca el realismo de los sueños del autor, que alejan la descripción de sus sueños de un ámbito más freudiano o surrealista, y lo acercan más bien a un tipo de «autobiografía indirecta», que describe una época acotada por los años de registro de los sueños.